# 天坂真理
天坂 真理（あまさか まり、1987年5月8日 - ）は、元秋田朝日放送のアナウンサー。

## 来歴・人物
早稲田大学教育学部と早稲田大学大学院政治学研究科を卒業。稲門会の代表になり、5年祭では司会を務めた。
2003年には国際サマースクールで小柴昌俊のノーベル賞受賞記念講演会の司会を務めた。
公益社団法人日本記者クラブの学生会員とTBSの選挙報道局で企画や取材を経験。
大学院時代に出演したニコニコ動画の番組「これからの「メディアと検察」の話をしよう」に出演した。。
ボランティア活動で東京都中野区長から感謝状を受賞したほか、早稲田学生文化賞を受賞。東日本大震災では瓦礫の撤去はじめ、チャリティモデルとしても活動した。講談社の雑誌「with」の読者モデルを務めたことがあった。。
販促会議企画コンペティション2012」で天坂の提案した「語ろぐ部屋」が協賛企業賞を受賞。雑誌「販促会議」には社会貢献型の企画が紹介された。後に社会人学生として、早稲田大学大学院ファイナンス研究科でＣＳＲを学ぶ。
ミス横浜コンテストではWEB投票1位になるものの、最終審査は辞退。
ミス・ユニバース・ジャパン富山大会にファイナリストとして出場、ミス・ユニバース・ジャパン青森大会ではファイナリストに選ばれたのち、審査員特別賞を受賞。
佐渡テレビジョン時代には、『まるで島がまるごとテーマパークになったような地図を完成させる（番組オープニングナレーションより）』佐渡ヶ島の観光番組「さどがしまっぷ」を制作。インターネットや東京のケーブルテレビでも放送された。番組ディレクターとアナウンサーとしての想いも手紙にして公開した。
2015年3月から8月まで秋田朝日放送に在籍し、夕方の報道番組のキャスターを務めた。
2015年10月に第一志望だった内閣府「自殺対策推進室」広報に転職。2016年4月から自殺対策推進室が厚生労働省に移管したため、厚生労働省へ異動。2018年3月31日、厚生労働省退職。
2019年、10代目宇治茶レディを務めた。
2021年11月より、FM鳥取（鳥取市周辺を放送対象地域とした、コミュニティFM局）においてレギュラー番組を担当している。

## 出演番組

### 佐渡テレビジョン
- 佐渡これからTV 新春特番
- 佐渡ムジナ物語
- お国自慢サミット
- さーどランキング！
- さどがしまっぷ（ナレーション）
- ニュースアイランド
- テレビ文芸教室 俳句
- 信越トライウォーク[11]

### 秋田朝日放送
- スーパーJチャンネルトレタテ!（2015年3月31日 - 7月30日、火・木曜キャスター）

### FM鳥取
- TOTTORI MORNING EXPRESS（2021年11月5日 - 、隔週金曜ナビゲーター）

## リンク
- Facebook